# ایلکا کویوولا
ایلکا کویوولا (فنلاندی: Ilkka Koivula؛ زادهٔ ۱۶ مارس ۱۹۶۶) بازیگر اهل فنلاند است.
از فیلم‌هایی که وی در آن نقش داشته‌است، می‌توان به سپید همچون برف، لو آور، روشنایی‌هایی در شفق، عشق بدشگون و بَـدینگ اشاره کرد.